# ملكة جمال فنزويلا

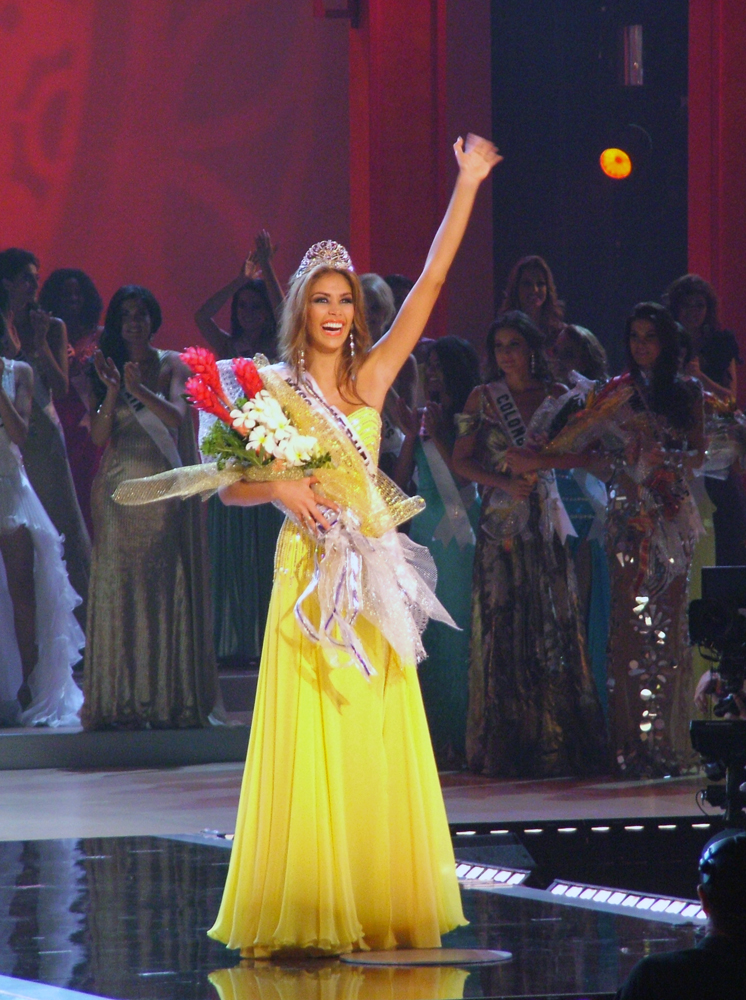
دايانا ميندوزا صاحبة لقب ملكة جمال الكون رقم 57 عام 2008.

ملكة جمال فنزويلا هي مسابقة ملكة جمال وطنية في فنزويلا تعقد تقليديا في سبتمبر، وقد انعقدت أولى مسابقاتها عام 1952، يسبقها شهرين أو ثلاثة أشهر من الأحداث التمهيدية، وتستمرُّ المسابقة التلفزيونيَّة النهائيَّة بشكلٍ عام حوالي أربع ساعات ويتمّ بثها مباشرةً عبر أمريكا اللاتينيَّة بواسطة فنزفزيون وتنتجها الشركة الأم للشبكات Cisneros Group، معَ نسخ محررة للولايات المتحدة والمكسيك على شبكات يونيفزيون وتيليموندو. من عام 2013 إلى عام 2015، تمَّ تقسيم المسابقة الوطنيَّة إلى مسابقتين منفصلتين: «ملكة جمال فنزويلا» (لاختيار ممثلين لملكة جمال الكون وملكة جمال الأرض وملكة جمال الأمم) «وملكة جمال فنزويلا موندو» (ممثلة ملكة جمال العالم)، كما يتم مراقبة المسابقة عن كثب من قبل الدول الأُخرى التي تسعى إلى تسوية المُنافسة بسببِ سجلها اللامع في انتصاراتٍ المسابقة، وفي عام 2016 مُنح الامتياز الفنزويليّ لملكة جمال الأرض لملكة جمال الأرض فنزويلا التي نظمها المديرون الوطنيون خوليو سيزار كروز وأليز هنريش.
حصلت فنزويلا على أكبر عدد من الألقاب في مسابقات ملكات الجمال الدوليَّة الكبرى بـ23 انتصارًا وسجلًا بارزًا في المواضع في مسابقة ملكة جمال الكون وملكة جمال العالم وملكة جمال الأمم وملكة جمال الأرض، وَالتي تُعتبر أهم مسابقات ملكة جمال العالم. حصلت فنزويلا على العديد من الألقاب تحت إشراف أوسميل سوسا أكثر من أي بلد آخر، بما في ذلك سبعة ألقاب في ملكة جمال الكون الفائزين، وستة ألقاب في ملكة جمال العالم، وثمانية ألقاب في ملكة جمال الأمم، ولقب واحد في ملكة جمال الأرض.
انتشرت في السنوات الأخيرة اِدِّعاءات بأنَّ بعض الطامحين يمارسون الدعارة معَ التجار والأفراد الحكوميين لرعاية عمليات التجميل،  بجانب التوتر السياسيّ والاقتصادي في البلاد وأدى ذلك إلى تأجيل فعالياتها.
أُقيمت النسخة الأخيرة من المسابقة في 24 سبتمبر 2020، وأصبحت غابرييلا إسلر المديرة الوطنيَّة الجديدة لفنزويلا، ملكة جمال الكون الـ62.

## الفائزون الفنزويليون في المُسابقات الأربعة الكبار

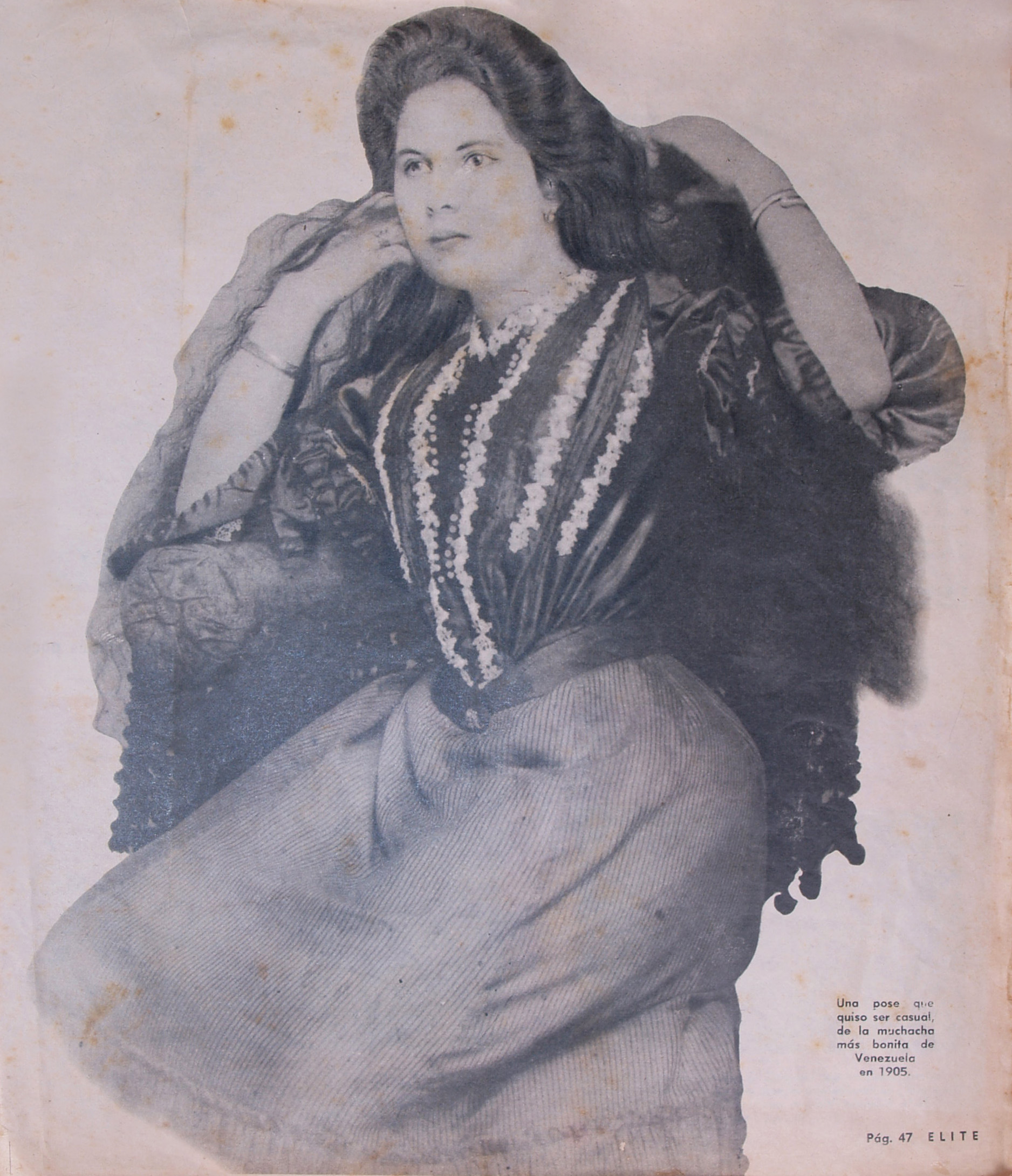
مانويلا فيكتوريا موخيكا أنتيتش من لارا، ملكة جمال فنزويلا 1905 وأول امرأة فنزويلية تفوز بلقب ملكة جمال فنزويلا بالتصويت الشعبي.

تبدأ الفتاة التي ترغب في المُنافسة في المسابقة إمَّا على المستوى المحلي، إذا أُقيمت مسابقة إقليمية في ولايتها، أو تذهب مباشرةً إلى مقر المسابقة في كاراكاس، تختار المُسابقات الإقليميَّة بشكلٍ عام من ثلاثة إلى ستة مرشحين (باستثناءِ مسابقة ملكة جمال Centroccidental الضخمة، وَالتي تغطي ست إلى سبع ولايات في الغرب الأوسط) الذين من المحتمل أنَ يمثلوا الولاية أو المرشح الذي وصل إلى نهائيات الآنسة كارابوبو يتوقع عادةً أنَ يمثل كارابوبو أو دولة مجاورة مثل ياراكوي في المسابقة النهائية.
يتقدم الآلاف من المتسابقين للمسابقة كلّ عام، وتُحاول بعض الشابات لمدَّة تصل إلى خمس أو ست سنواتٍ متتالية في محاولة للحصول على لقب من 24 إلى 32 لقبًا ستمكنهن من المُنافسة في المسابقة النهائية. ودائمًا ما يتم تمثيل 23 ولاية في فنزويلا ومنطقة العاصمة والجزر ومنطقة كوستا أورينتال بولاية زوليا؛ وفي بعض السنوات سيكون لمناطق أُخرى من البلاد ممثلين في المسابقة. على الرغم من أنَ بعض الولايات والمناطق الرئيسيَّة مثل زوليا وولاية تاتشيرا ولارا وولاية بوليفار وكارابوبو ستعقد تصفياتها الخاصة، حيثُ يتم تعيين العديد من الولايات عن طريق القرب الجُغرافي أو حتّى الرسم العشوائي للمتسابقين النهائيين. لِذلك هُناك تركيز أقل بكثير على ألقاب الولايات مقارنة بالمسابقات الوطنيَّة الأُخرى مثل ملكة جمال الولايات المتحدة الأمريكية، على الرغم من أنَ بعض المناطق مثل ميراندا ونويفا إسبارتا ومنطقة العاصمة وجواريكو وفارجاس وكارابوبو تبدو دائمًا تحقق نتائج عالية.
كانَ الرئيس السابق للمسابقة «أوسميل سوزا» يجلس دائمًا في لوحة الاختيار بغض النظر عما إذا كانت مسابقة إقليمية نهائية أو «اختباراتٍ أداء» مباشرة، ولم يكن من غير المألوف أنَ يقلب النتائج الإقليميَّة بأكملها لصالح اختياراته. فعلى سبيل المثال لم يُعتبر أي من المُرشحين في عام 2004 عن ولاية فارغاس مناسبًا للمنافسة، لِذلك تمَّ تعيين مرشح من كاراكاس الآنسة فارغاس. لِذلك لم يقم الفائزون في كثير من الأحيان بزيارة الدولة التي يمثلونها. بهذه الطريقة بدلاً من إضاعة خمسة أو ستة مرشحين من منطقة قويّة في البلد مثل زوليا في نظام يُمكن فيهِ لشخص واحد فقط تمثيل الدولة، توزع المسابقة «الدول الاحتياطية» عليهم حتّى يكون لديهم فرصة لإثبات قدراتهم في الليلة الأخيرة. تقليديا تمَّ سحب المُرشحين الأقوياء من ولايات كاراكاس وزوليا وكارابوبو، على الرغم من أنَّهم قد يأتون من جميع أنحاءِ البلاد؛ ففي عام 2003 أرسلت مسابقة ملكة جمال Centroccidental سبعة مرشحين إلى المسابقة، بينما في عام 2005 وصل واحد فقط إلى النهائيات، وفي عام 2000، أرسلت ولاية زوليا التي كانت تُسمى ملكة جمال فنزويلا زوليا في ذلك الوقت 7 فتيات إلى نهائيات ذلك العام.
تحتفظ المسابقة بحق إزالة أي مرشح يُعتبر أنَّه لا يرقى إلى المستوى القياسي، وليس هُناك ما يضمن أنَ المتسابق يمكنه المُشاركة في الليلة الأخيرة من المنافسة. ومع ذلك عادةً ما يتم اتخاذ مثل هذه القرارات قبل اجتماع المندوبين وتُوزَّع الواليات الحكوميَّة المختلفة. يحتفظ المسابقة بمجموعة «احتياطي» من المُرشحين الراغبين دائمًا لاستبدال أي متسابق تمَّ رفضه في اللحظة الأخيرة. وسيصل العديد من الطامحين أيضًا إلى الخمسين أو الستين النهائية، فقط ليتم استبعادهم من القائمة النهائيَّة المكونة من 26 إلى 32 متسابقًا.
مثل هذه الإقصاءات ليس لها تأثير حقيقي على مدى جودة أداء المتسابق في المستقبل. فالمتسابقة «ماريانجيل رويز» ملكة جمال فنزويلا 2002 لم تدخَّل دور الـ 120 النهائي في عام 1998؛ وكانت باربرا كلارا وصيفة الوصيفة الثانيَّة في عام 2004، قد حاولت من قبل المُشاركة في المسابقة ثلاث مرات قبل أنَ تفوز بلقب في الدقيقة الأخيرة عام 2004.

## قائمة عناوين الولايات
هُناك صيغة غير رسميَّة لتحديد الولايات والمناطق المُمثِّلة في فنزويلا، وقد كانَ العدد الأساسي للمتسابقين على مدار العقد الماضي من 26 إلى 28 متسابقًا، ويُمكن زيادته أو إنقاصه من خِلال إدارة المسابقة.

### الولايات الرسميَّة (23)
- أمازوناس *
- أنزواتيغوي *
- محض
- أراغوا *
- باريناس **
- بوليفار *
- كارابوبو **
- كوجيدس
- دلتا أماكورو
- فالكون *
- غواريكو
- لارا **
- ميريدا **
- ميراندا
- موناغاس *
- نويفا إسبارتا *
- بورتوغيزا **
- سوكريه *
- تاتشيرا *
- تروخيو **
- فارغاس *
- ياراكوي **
- زوليا *

- تشير * إلى أنَ الولاية لديها مسابقة ملكة جمالي أولية.
- تشير ** إلى أنَ الولاية قد تمَّ تمثيلها من خِلال المُسابقات التمهيديّة لملكة جمال Centroccidental. بِالإضافة إلى ذلك تقيم ثلاث ولايات مسابقات فرديّة خاصَّة بها وهي كارابوبو وفالكون وميريدا.

### المناطق الرسميَّة (3)
- كوستا أورينتال (الشاطئ الشرقي لبحيرة ماراكايبو)
- ديستريتو كابيتال (حي العاصمة)
- Dependencias Federales («التبعيات الفيدرالية» الجزر الفنزويلية)

وتُشكل هذه المناطق الستة والعشرون معًا «قاعدة» مسابقة ملكة جمال فنزويلا. ومع ذلك يتم تمثيل المناطق والأقاليم الأُخرى في بعض الأحيان. وإذا كانَ هُناك 27 وشاحًا، فإنَّ المرشح السابع والعشرون هو ملكة جمال شبه جزيرة غواخيرا وإذا كانَ هُناك 28 فسيتم تمثيل إمَّا كانيما (حديقة وطنية في ولاية بوليفار) أو شبه جزيرة باراغوانا (منطقة في ولاية فالكون)، وفي عام 2003 تمَّ إنشاء ألقاب إضافية لـ شبه جزيرة أرايا (منطقة من ولاية سوكريه) ورورايما (حديقة وطنية في ولاية بوليفار) لجلب المسابقة إلى أكبر عدد من المتسابقين على الإطلاق وهو 32 متسابق. ومن المثير للدهشة أنَّه في عام 2008 تمَّ استخدام شبه جزيرة أرايا مرَّة أخرى، ولم يكن هُناك ملكة جمال شبه جزيرة غواخيرا أو ملكة جمال كوستا أورينتال في ذلك العام. وفي منتصف التسعينات تمَّ تمثيل مقاطعات بلدية ليبرتادور وبلدية سان فرانسيسكو وكانت الأخيرة فقط في عاميّ 1997 و1998. وفي عام 2003، تمَّ تمثيل غويانا اسيكيبا (جزء من جويانا تدعي فنزويلا تاريخيًا أنَّه جزء خاص بها). وولاية فارغاس أحدث تعديل على خريطة فنزويلا (1999) كانَ دائمًا حاضرًا في المسابقة، ولكنَّ بأسماء أخرى: دائرة فارغاس (حتّى 1986)، بلدية فارغاس (من 1987 إلى 1997)، إقليم فارغاس الفيدراليّ (في 1998)، وولاية فارغاس منذُ 1999، وفي عام 2009 تنافس 20 مندوبًا فقط على التاج وهو نفس العدد الذي تنافس في الليلة الأخيرة في عام 2003 لِذلك لم يكن لبعض الولايات «التقليدية» ممثل.

#### التصنيفات الإقليميَّة
| الولاية          | عنوان | عام                                                        |
| ---------------- | ----- | ---------------------------------------------------------- |
| غواريكو          | 10    | 1963، 1966، 1969، 1978، 1982، 1985، 2004، 2006، 2012، 2014 |
| ميراندا          | 7     | 1955، 1964، 1981، 1988، 1999، 2009، 2010                   |
| ديستريتو كابيتال | 7     | 1956، 1957، 1960، 1961، 1965، 1968، 2001                   |
| لارا             | 4     | 1980، 1989، 2003، 2015                                     |
| كارابوبو         | 4     | 1953، 1970، 1973، 1996                                     |
| نويفا إسبارتا    | 4     | 1972، 1975، 1976، 1987                                     |
| فارغاس           | 4     | 1967، 1969، 1977، 1979                                     |
| زوليا            | 3     | 1974، 1984، 2020                                           |
| دلتا أماكورو     | 3     | 1998، 2017، 2019                                           |
| سوكري            | 3     | 1958، 2005، 2011                                           |
| بورتوغيزا        | 2     | 1983، 2018                                                 |
| موناغاس          | 2     | 1971، 2016                                                 |
| كوستا اورينتال   | 2     | 1994، 2013                                                 |
| تروخيو           | 2     | 1986، 2008                                                 |
| أمازوناس         | 2     | 1991، 2007                                                 |
| أراغوا           | 2     | 1992، 2002                                                 |
| محض              | 2     | 1993، 2000                                                 |
| بوليفار          | 2     | 1952، 1990                                                 |
| تاتشيرا          | 1     | 1997                                                       |
| ياراكوي          | 1     | 1995                                                       |
| ولاية أنزواتغي   | 1     | 1962                                                       |

- مثّل حاملو اللقب الدوليون في فنزويلا الدول التالية خِلال مسابقة ملكة جمال فنزويلا (تشير إلى سنة الفوز الدولي):
  - ملكة جمال الكون: فارغاس (1979)، ميراندا (1981)، تروخيو (1986؛ 2009)، ياراكوي (1996)، أمازوناس (2008) وغواريكو (2013)
  - ملكة جمال العالم: ميراندا (1955؛ 1984)، أراغوا (1981)، زوليا (1991)، نويفا إسبارتا (1995) وأمازوناس (2011)
  - ملكة جمال الأمم: موناجاس (1985) وميراندا (1997)، كوستا الشرقيَّة (2000)، كارابوبو (2003)، باريناس (2006، 2018)، تروخيو (2010)، أنزواتيغي (2015) وباريناس (2018).

## التدريبات
توجد مدارس ملكة جمال فنزويلا و«مصانع تجميل» يتم فيها تدريب فتيات لا تتجاوز أعمارهن 5 سنواتٍ ليكونن ملكة جمال فنزويلا المُحتملة التالية. في كلّ من المدارس والمصانع، يتم تعليم الفتيات والنساء كيفية المشي بشكلٍ صحيح، وإعطاء نصائح حول الجمال، وإعطاء دروس في آداب السلوك الصحيحة.

## المُشاركة في المواكب الدوليَّة
بين عاميّ 1983 و2003 وضعت ملكة جمال فنزويلا في الدور نصف النهائي لملكة جمال الكون كلّ عام متتالي، ووضعت في المراكز الستة الأولى أو أعلى كلّ عام من 1991 إلى 2003. وانتهى هذا الخط في عام 2004 عندما لم يتم اختيار «آنا كارينا آنيز» في الدور نصف النهائي في مسابقة ملكة جمال الكون 2004. وحصلت فنزويلا أيضًا على لقب ملكة جمال الكون وملكة جمال العالم في وقتٍ واحد: في عام 1981 معَ إيرين سايز (ملكة جمال الكون) وبيلين ليون (ملكة جمال العالم).
في المجموع فازت فنزويلا بأكثر من سبعين تاجًا دوليًا تحت إشراف المسابقة، وفاز ممثلو البلاد بلقب دولي واحد على الأقل كلّ عام. وقيل إنَّ أوسميل سوزا كانَ سيتقاعد من عقدين من إدارة المسابقة بعدَ أنَ رأى تاجًا فنزويليًا آخر في ملكة جمال الكون. وحتَّى وقتٍ قريب عندما توجت الفنزويليَّة دايانا ميندوزا، ملكة جمال الكون لعام 2008، ومواطنتها ستيفانيا فرنانديز بملكة جمال الكون لعام 2009، لم يكن لأي دولة فوزًا متتاليًا في ملكة جمال الكون، ولدى فنزويلا أيضًا سجل حافل بجوائز كونتيننتال كوين: بـ 12 جائزة. تختار لجان المسابقة من فنزويلا بدقة أفضل ممثل لمسابقات ملكة الجمال الدولية.
في عام 2013 حصلت فنزويلا على لقب ملكة جمال الكون وملكة جمال الأرض في وقتٍ واحد: غابرييلا إيسلر (ملكة جمال الكون) وأليز هنريش (الأرض). ولم تحدَّث الألقاب المتزامنة للمسابقات الأربعة الكبرى في نفس العام منذُ عام 1981، ووضع فوز ملكة جمال الأرض 2013 فنزويلا على خريطة المسابقة كأول دولة تفوز بجميع مسابقات الجمال الأربعة الكبار أكثر من مرة.

## النجاح في مجالات أُخرى

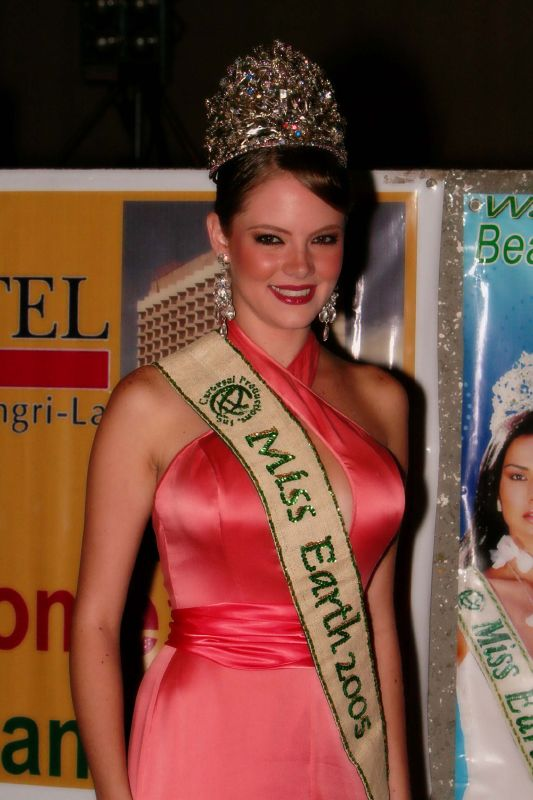
الكسندرا براون، ملكة جمال الأرض 2005

يؤدي التنافس في المسابقة إلى ذهاب العديد من المتسابقات لِلمُشاركة في مهن تليفزيونية أو عارضات أزياء أو مهن مختلفة، حيثُ أنَ غالبية عارضات الأزياء والشخصيّات التلفزيونيَّة في فنزويلا من خريجي المسابقة، بما في ذلك مايتي ديلجادو (التي تنافست في عام 1986 ضدَّ ملكة جمال الكون المستقبليَّة باربرا بالاسيوس)، ودومينيكا فان سانتين (أفضل عارضة في العالم 2005). ولم تبرز من خارج المسابقة سوى غابي إسبينو وشخصيات ترفيهية أخرى، وقد رفضت ملكة جمال فنزويلا مرارًا العديد من عارضات الأزياء الشابات اليوم.
فد تكون ملكة جمال الكون 1981 إيرين سايز أشهر ملكة جمال سياسيَّة في فنزويلا بعدَ أنَ أصبحت عمدة تشاكاو، وحاكمة ولاية نويفا إسبارتا، ثمَّ مرشحة في انتخابات الرئاسة الفنزويلية عام 1998. وقد صنفتها صحيفة ذا تايمز في المرتبة 13 في قائمتها لأقوى 100 امرأة في العالم.
أصبحت ألكسندرا براون ملكة جمال الأرض 2005 المُمثِّلة الدوليَّة الأكثر توجهاً من فنزويلا بأكبر عدد من الجوائز التمثيليَّة بعدما فازت بأربع جوائز دولية لأفضل ممثلة في مختلفِ المهرجانات السينمائيَّة في جميع أنحاءِ العالم لتصويرها دور البُطولة في فيلم "Uma" في مهرجان لندن السينمائي وموناكو السينمائي الدولي وميلانو السينمائي الدولي وجورجيا لاتينو السينمائيّ في أتلانتا؛ كما حاز الفيلم على تقدير في فئة «فيلم العالم» في مهرجان الهند السينمائي الدولي  وفاز بجائزة أفضل فيلم أجنبي في مهرجان بوربانك السينمائيّ الدوليّ في الولايات المتحدة.

## ملكة جمال فنزويلا ودول أُخرى
تمكُّن بعض المندوبين في المسابقة من استخدام تدريبهم لتحقيق النجاح في المواكب الوطنيَّة الأخرى، فقد أصبحت ناتاشا بورغر أول فنزويلية تغيُّر بلدها عندما فازت بلقب ملكة جمال ألمانيا عام 2002 بعدَ أنَ احتَّلت المركز 14 في ملكة جمال فنزويلا 2000، وقد كانت ضمنَ المراكز العشرة الأولى في مسابقة ملكة جمال الكون 2002 خلف ملكة جمال فنزويلا سينثيا لاندر. وفي عام 2006 مثلت فرانسيس سودنيكا بولندا في ملكة جمال الكون 2006، وكانت قد حصلت على المركز العاشر في مسابقة ملكة جمال فنزويلا، ولاحقاً مثلت بولندا في ملكة جمال الأرض 2006 وكانت ضمنَ أفضل 8 متسابقات.
أرسلت دول أُخرى حاملات ألقابها للتدريب في فنزويلا، ففي عام 1999 تدربت الفلبينية ميريام كويامباو في فنزويلا قبل أنَ تحتل المركز الثاني بعدَ بوتسوانا في مسابقة ملكة جمال الكون، بينما ظهرت كارولينا إندرياجو، ملكة جمال فنزويلا 1998 في المراكز الخمسة الأولى. ومع ذلك أنهت منظَّمة ملكة جمال فنزويلا سياستها التي تسمح بتدريب المُرشحين الأجانب بعدَ أنَ تلقت أميليا فيغا من جمهورية الدومينيكان تدريبات منهم قبل أنَ تفوز في نهاية المطاف بلقب ملكة جمال الكون 2003، بينما احتَّلت ماريانجيل رويز، ملكة جمال فنزويلا 2002 المركز الثاني خلفها.
في السنوات الأخيرة بدأت منظَّمة المسابقة في «استيراد» المغتربين الذين يعملون كعارضين دوليين، منهم ميامي فالنتينا باترونو (ملكة جمال فنزويلا 2003) وأندريا جوميز (ملكة جمال فنزويلا الدوليَّة 2004) ومونيكا سبير (ملكة جمال فنزويلا 2004 والوصيفة الرابعة في ملكة جمال الكون 2005) وإليانا خيمينيز (ملكة جمال بورتوغيزا 2005) وماريا أليساندرا فيليجاس (ملكة جمال Península de Paraguaná 2008).

## ملاحظات أُخرى ذات أهمية

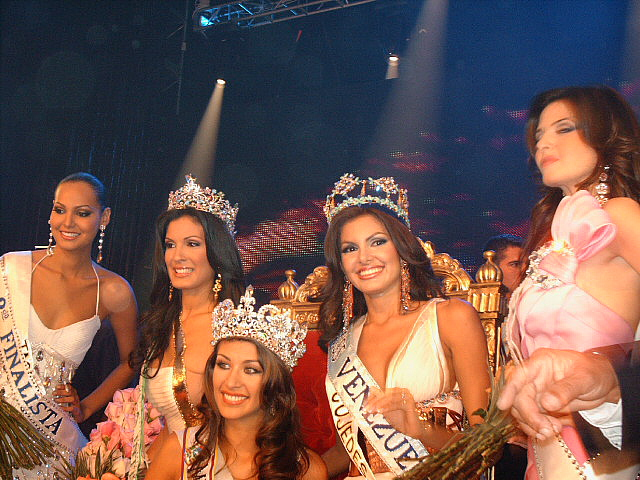
الفائزات في مسابقة ملكة جمال فنزويلا 2007، في الوسط دايانا ميندوزا ملكة جمال الكون 2008

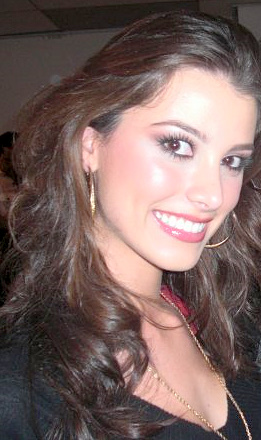
ستيفانيا فرناندز ملكة جمال فنزويلا 2008 وملكة جمال الكون 2009

### معرض صور الفَائزات

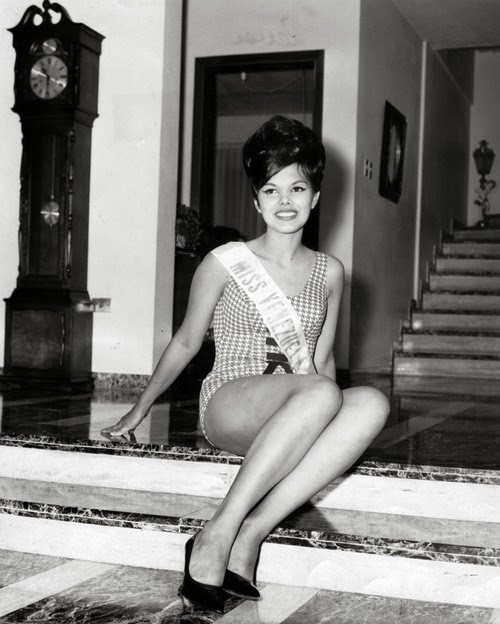
ملكة جمال فنزويلا 1964
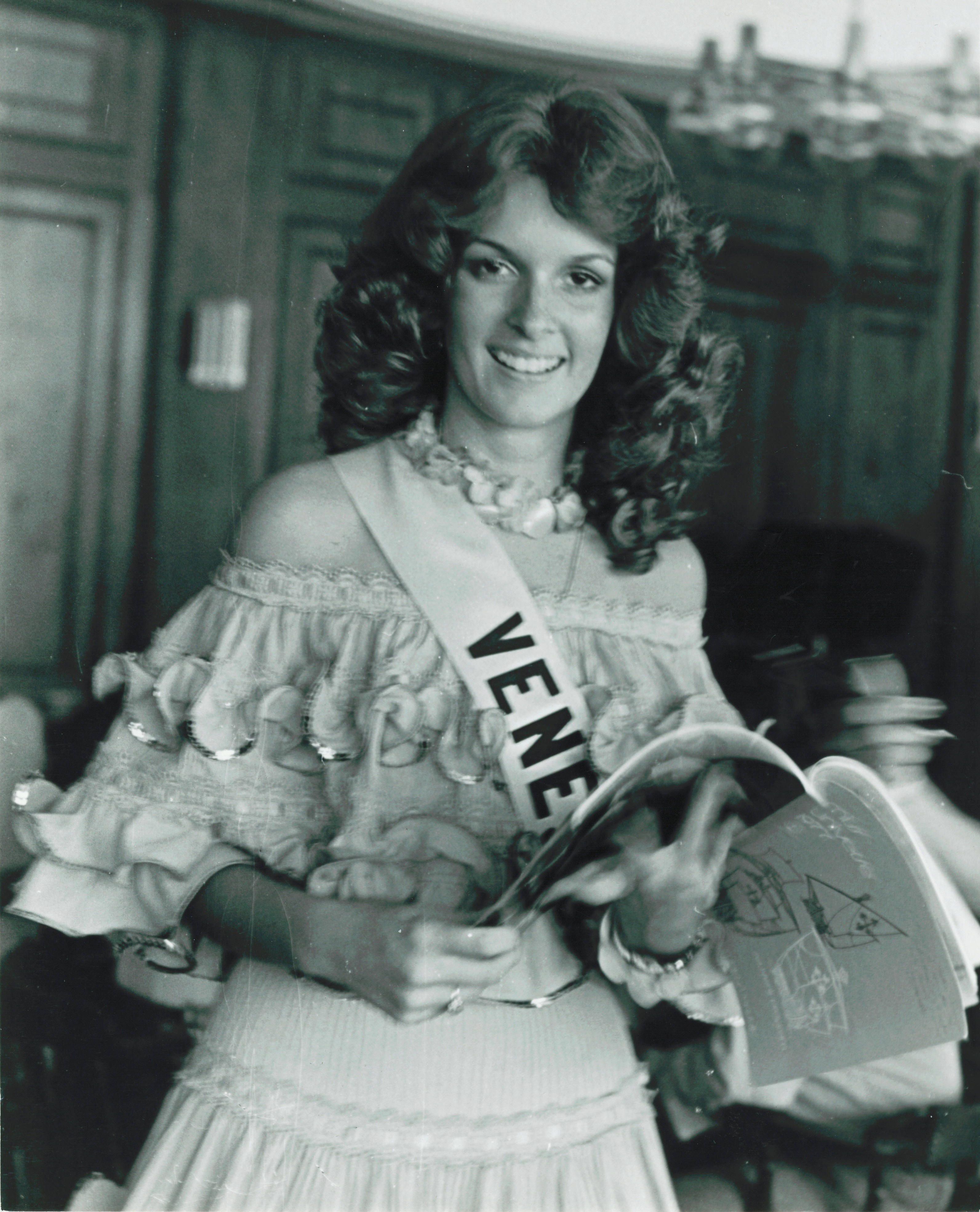
ملكة جمال فنزويلا 1977
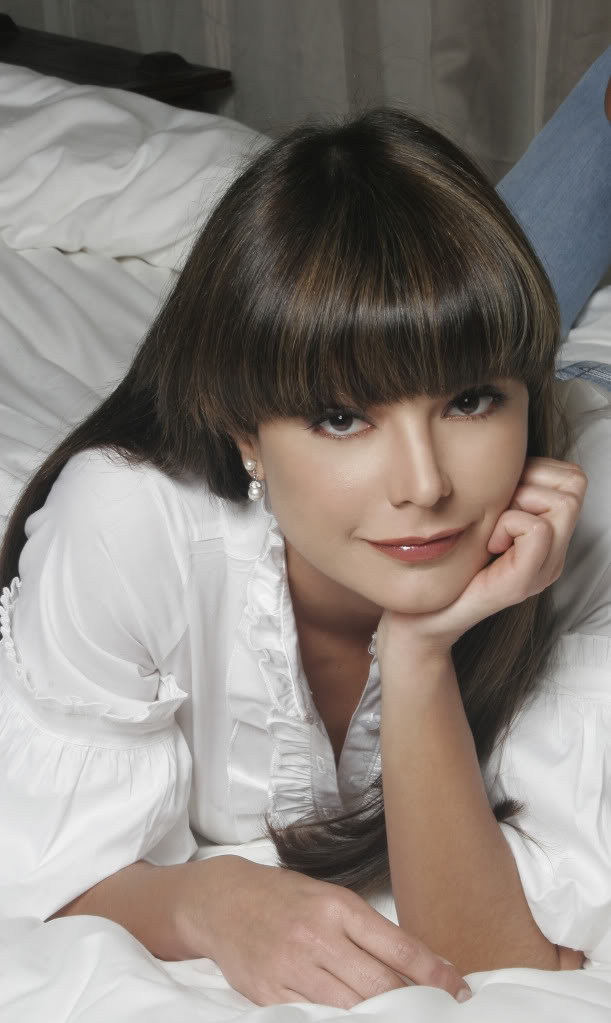
ملكة جمال فنزويلا 1992
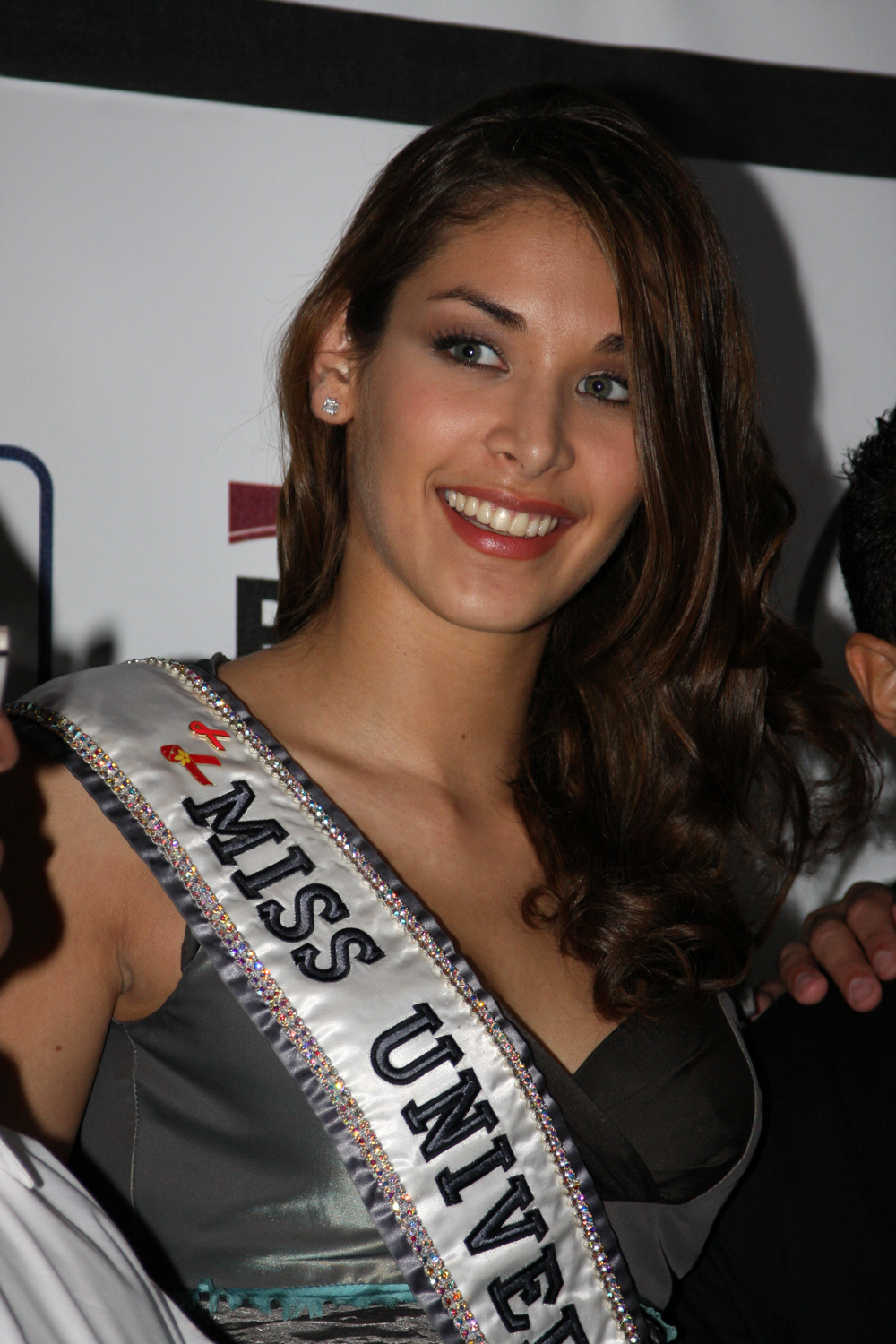
ملكة جمال فنزويلا 2007 وملكة جمال الكون 2008
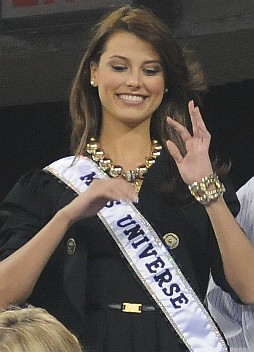
ملكة جمال فنزويلا 2008 وملكة جمال الكون 2009
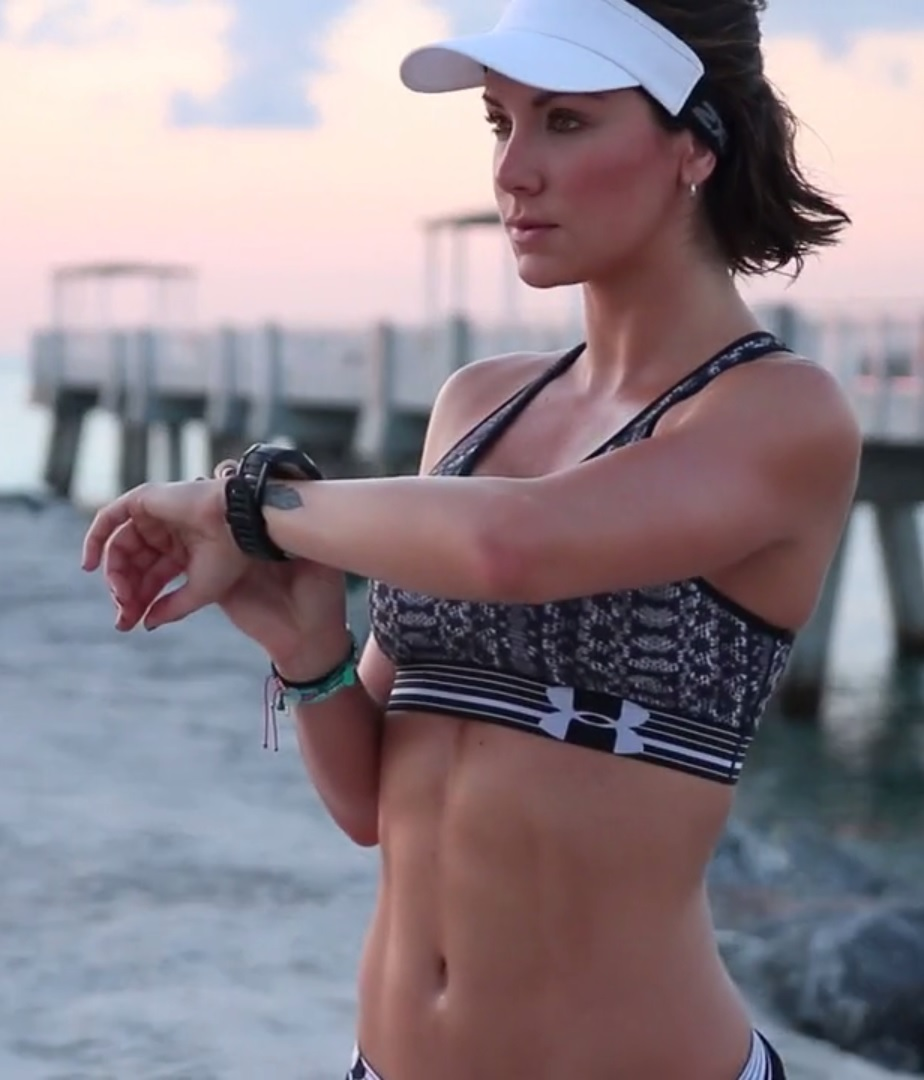
ملكة جمال فنزويلا 2010
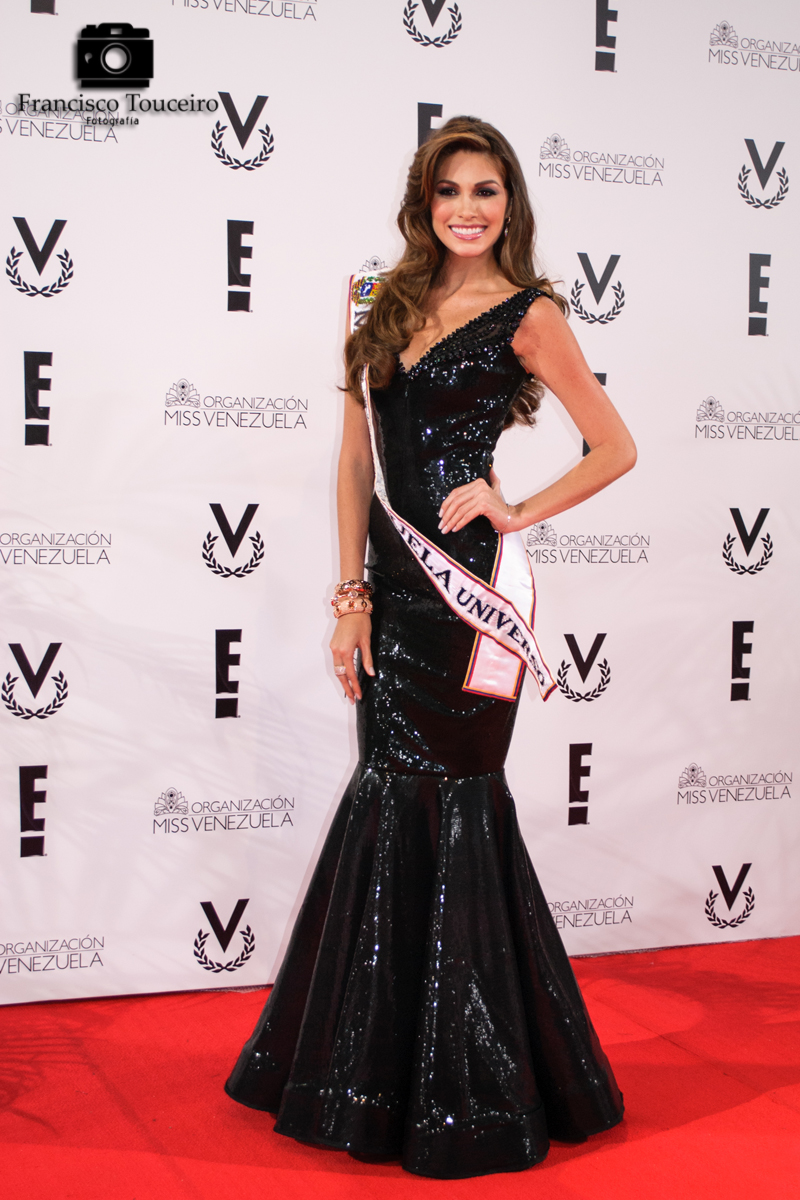
ملكة جمال فنزويلا 2012 وملكة جمال الكون 2013

#### معرض ملكة جمال العالم فنزويلا

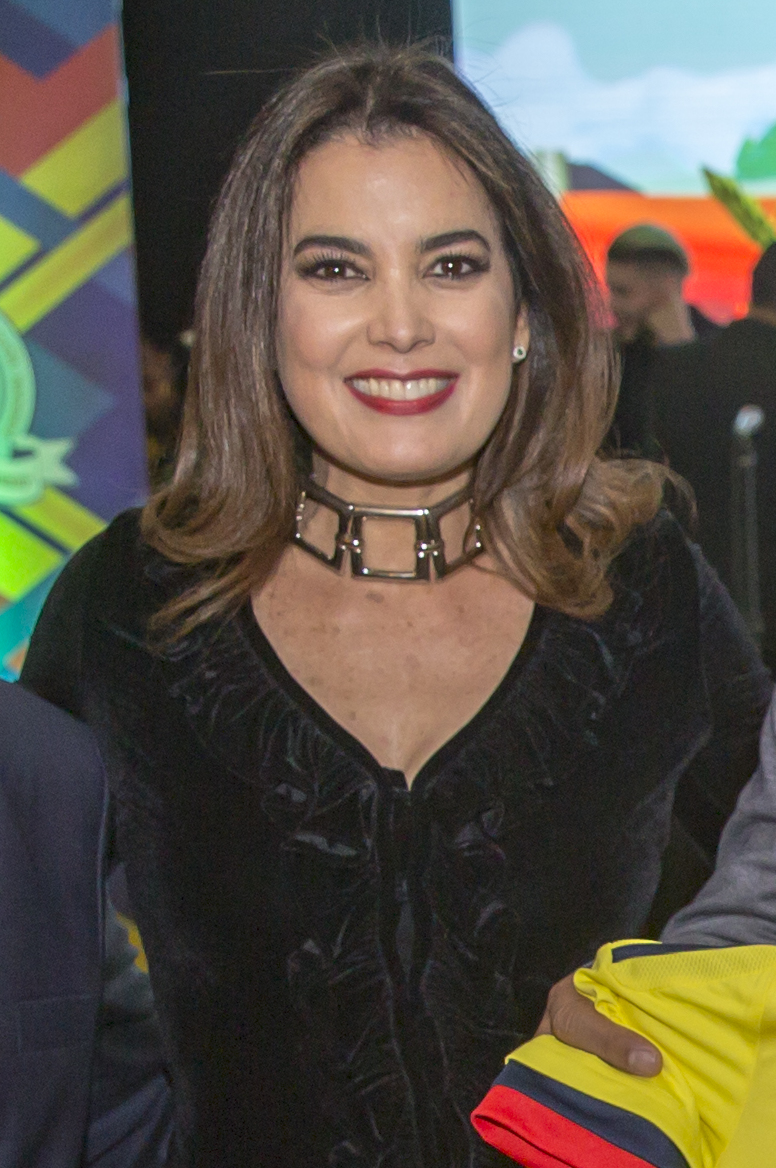
ملكة جمال العالم فنزويلا 1985
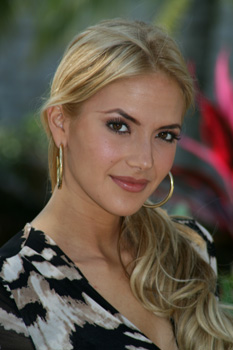
ملكة جمال العالم فنزويلا 2007
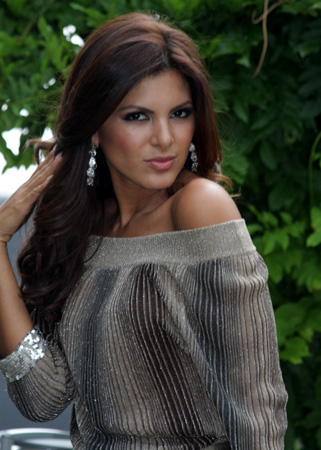
ملكة جمال العالم فنزويلا 2008

#### معرض ملكة جمال الأرض فنزويلا

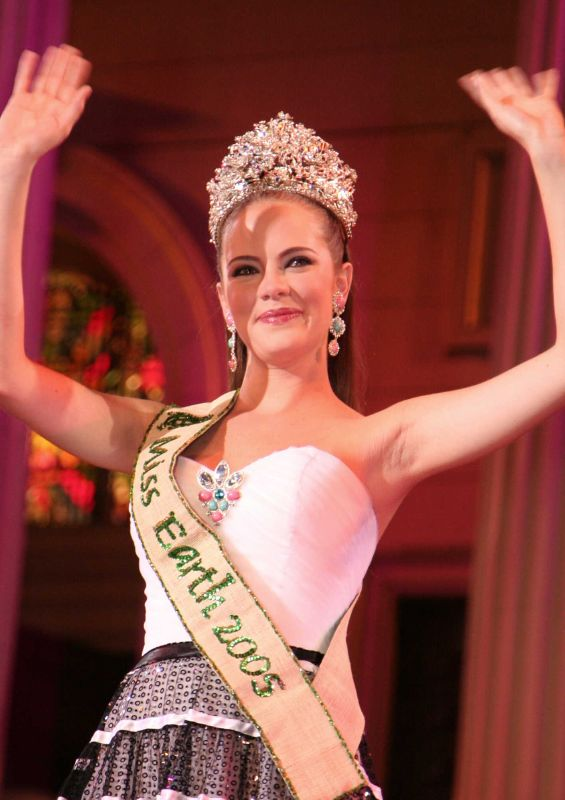
ملكة جمال الأرض 2005
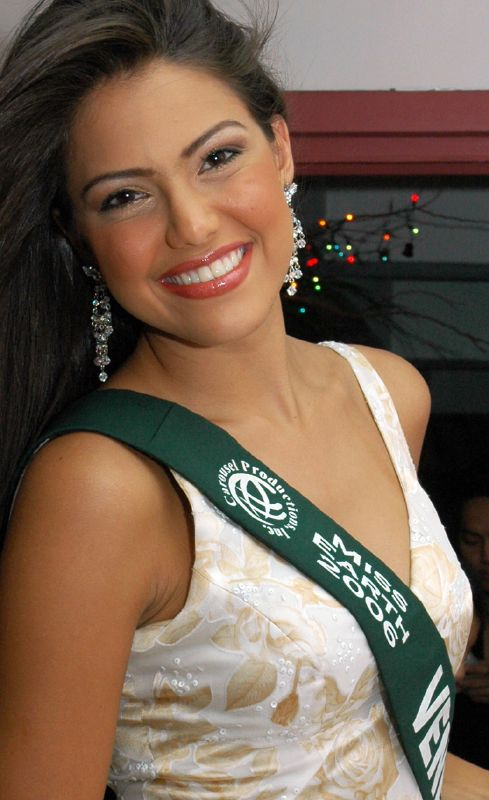
ملكة جمال الأرض 2006 الوصيف الثالث ماريان بوليا
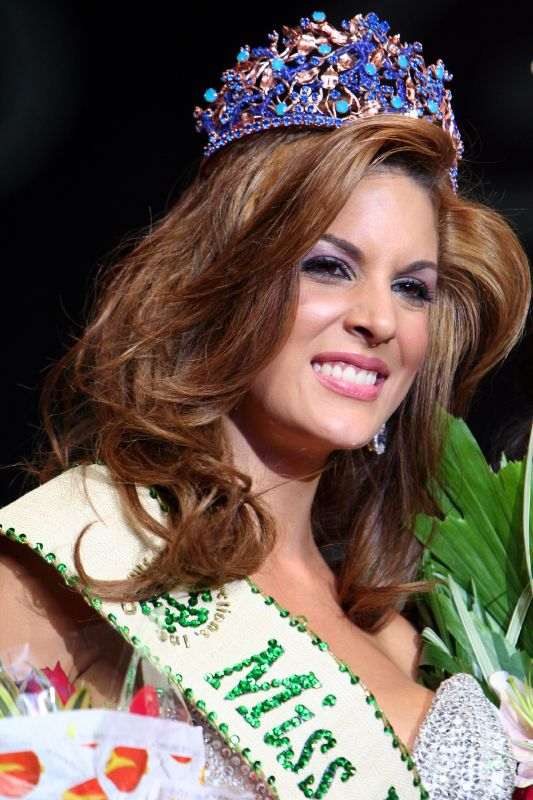
ملكة جمال الأرض 2007 الوصيف الثاني سيلفانا سانتايلا
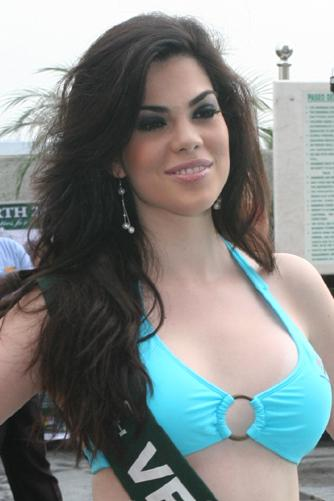
ملكة جمال الأرض 2008 أفضل 8 دانييلا توريالبا
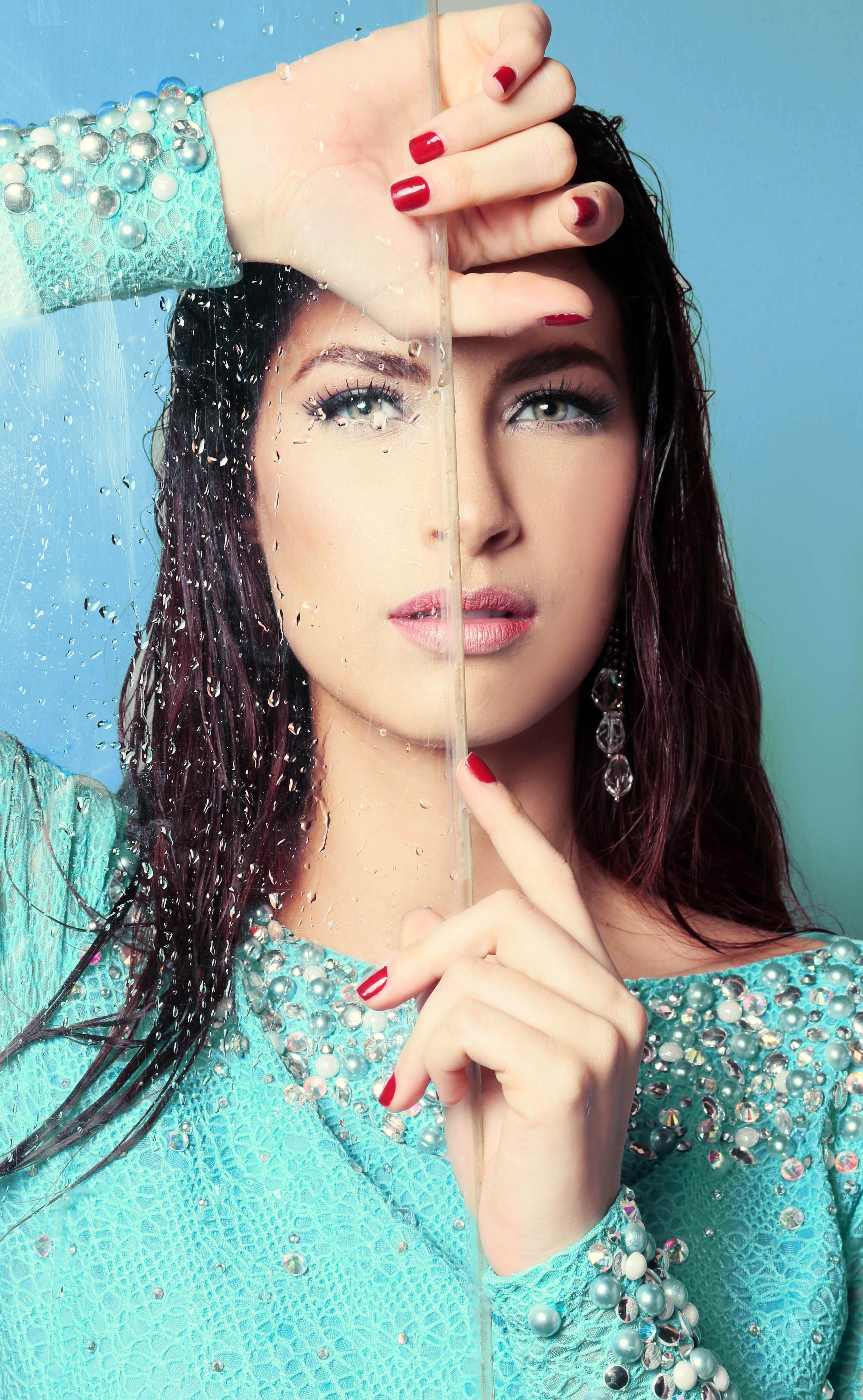
ملكة جمال الأرض 2016 ستيفاني دي زورزي